# Стробоскоп
Стробоскоп (на гръцки: στρόβος — въртене, безпорядъчно движение и на гръцки: σκοπέω – гледам) е устройство, произвеждащо бързо повтарящи се светлинни импулси и позволяващо с помощта на цветовото светлинно излъчване да се наблюдават в забавен ход бързо движещи се обекти в тъмнината. Намира приложение в дискотеки и на рок концерти. Забавеното движение всъщност е зрителна илюзия, зрителна измама, дължаща се на инерцията на зрението, с други думи на съхранението в съзнанието на наблюдателя на възприетия зрителен образ за някакво кратко време след като зрителната картина, която създава този образ изчезва. Ако честотата на смяната на образите е 16 Hz или по-висока, те се сливат в едно непрекъснато движение.
Най-простата форма на стробоскоп е въртящ се диск с дупки на еднакво разстояние една от друга, който е разположен между наблюдателя и движещия се обект. Скоростта на въртене се регулира така, че да е синхронизирана с наблюдавания обект и да създава илюзията, че той се забавя и дори спира.
Стробоскопи се използват и в алармени системи, особено за глухонеми, които не могат да чуят звуковия сигнал.